# Jürgen Dupper
Jürgen Dupper (Passau, 1961. január 22. –) német politikus. Az SPD tagjaként 2003 és 2008 között a bajor tartományi gyűlés tagja volt. 2008 május 1-jétől Passau főpolgármestere.

## Élete
Középiskolai tanulmányait az Adalbert-Stifter-Gymnasiumban, majd a Gymnasium Leopoldinumban végezte, ahol 1982-ben érettségi vizsgát tett. Ezt követően egy marketingügynökség ügyvezető igazgatójaként dolgozott. 1990 óta a Passau-i Városi Tanács tagja, 1992 és 1996 között, valamint 2002 és 2008 között az SPD ottani parlamenti csoportjának elnöke. 1996 és 2002 között Passau második polgármestere (Zweiter Bürgermeister) volt. 2003 októberében beválasztották a bajor tartományi gyűlésbe, amelynek 2008-ig volt tagja. 2006-tól az SPD parlamenti frakciójának költségvetési politikai szóvivője, valamint a bajor gyűlés költségvetési és pénzügyi bizottságának elnökhelyettese volt.
A 2008. március 2-ai önkormányzati választásokon ő volt az bajor SPD jelöltje. Az első fordulóban 46,75%-ot szerzett, ezért második fordulóra került sor, amiben egyszerű többséggel (61,41%-kal) legyőzte a hivatalban lévő Albert Zankl-t. Segítette őt, hogy az Ökológiai Demokrata Párt jelölte, Urban Mangold – aki az első körben 12,65%-ot szerzett – őt támogatta. 2008. május 1-jén vette át hivatalát. Kezdeményezésére Urban Mangold-ot választották meg a város második polgármesterének, míg harmadik polgármesternek az FDP-től Anton Jungwirth-et javasolta, így az SPD, az ÖDP, az FDP és a Szövetség '90/Zöldek városi tanács frakcióiból létrejött a többség, a 44 helyből 25-öt birtokoltak a városi tanácsban.
A 2014. március 16-án tartott helyhatósági választásokon 64,68%-kal megerősítették hivatalában, majd 2020. március 15-én az első fordulóban 54,62%-ot szerezve újból megválasztották.
Nős, öt gyermeke van.

## Kitüntetései
- Ehrenring der Stadt Passau (2005)[2]
- Kommunale Verdienstmedaille (bronz, 2008)
- Kommunale Verdienstmedaille (ezüst, 2019)[3]

## Fordítás
- Ez a szócikk részben vagy egészben  a   Jürgen Dupper című német Wikipédia-szócikk ezen változatának fordításán alapul.  Az eredeti cikk szerkesztőit annak laptörténete sorolja fel. Ez a jelzés csupán a megfogalmazás eredetét és a szerzői jogokat jelzi, nem szolgál a cikkben szereplő információk forrásmegjelöléseként.